# Adpyramidcampa
Adpyramidcampa là một chi bướm đêm thuộc họ Noctuidae.